# Kalmarsund
Kalmarsund er et farvand mellem Sveriges fastland og den svenske ø Öland i Østersøen. Den korteste afstand mellem Öland og fastlandet er cirka 3 kilometer.  Midt i den nordlige del af Kalmarsund ligger nationalparken Blå Jungfrun.  